# ラブネス・ゴンドウェ
ラブネス・ゴンドウェ（Loveness Gondwe Chihana、1967年 - ）は、マラウイの女性政治家である。2009年の大統領選挙でマラウイ史上初の女性大統領候補として出馬したことで知られる。

## 概要
1967年、ゴンドウェはマラウイ北部州のムジンバ県チコンガ・ジェレ村（Chigonga Jere village）の伝統的権威者の家系に生まれた。セカンダリースクールを卒業後、ホテルなどで働いた南アフリカ高等弁務局（South African High Commission）の秘書官として従事した折に政治への興味を持ったとされる。1994年には、民主同盟の党首であるチャクフワ・チハナの息子、イェレマイア・チハナ（Yeremiah Chihana）と結婚した。
その5年後、1999年の総選挙にて民主同盟の候補として出馬し、当選を遂げた。この時ゴンドウェは民主同盟の国会議員として、また北部州地域選出の唯一の女性議員であった。2004年の総選挙でも、所属党の民主同盟は結党された1994年以降選挙の度に議席数を減らしており、1994年に36議席あった議席数は2004年の選挙後にはわずか6議席にまで減っていたにもかかわらず、ゴンドウェは当選した。また、国会では副議長を始めとした様々な職務を務めている。
その後、2008年の5月20日にゴンドウェは民主同盟を離党して新たに新しい虹の連合（New Rainbow Coalition）を結党し、翌2009年の2月には大統領選への出馬を表明した。主な主張としては、若者の雇用創出や女性の社会進出推進、女性国会議員の増加（マラウイ国会における女性議員は2008年当時、193議員中の27議員で2割程度）を訴えたほか、出馬を選挙委員会に届ける際には自由かつ公平な選挙の実施を求めた。
しかし、2009年の大統領選挙の結果、ゴンドウェは3万2160票（0.72%）しか獲得できずに落選。国民議会議員選挙でも新しい虹の連合候補は全員が落選した。なお、ゴンドウェは選挙後の2009年10月26日、大統領に当選したビング・ワ・ムタリカ大統領に対し、政策や選挙での当選手法に関する抗議の手紙を送り、非難を行っている。